# Bréma (tartomány)
Bréma Szabad Hanza-város (németül Freie Hansestadt Bremen) tartomány egy németországi, részfüggetlenséget élvező tagállam (Land). A köznyelvben Bréma neve egyszerre jelenti a tartományt (Land) és Bréma várost magát. Bréma tartomány fennhatósága alá tartozik a várostól északra 60 kilométerre az Északi-tenger partján épült Bremerhaven és a Weser folyam tengerjáró hajók által járható hajózóútja Bréma és Bremerhaven, illetve Bremerhaven és a Jade2/Weser3 tengeri világítótorony között.

## Földrajz
Bréma a Weser mindkét partján, az Északi-tengertől 70 kilométernyire fekszik. A Weser folyónak a várostól a torkolatig tartó szakaszát az árapály hatás olyan mélyre vágta, hogy az tengeri hajókkal is jól járható, ami tengeri kikötő létesítését teszi lehetővé a nyílt tengertől 120 kilométernyire fekvő városban. A város magja a Weser jobb partján egy apró természetes magaslatra települt, míg más városrészek a folyó árterében fekszenek. Bréma északi külvárosai (Vegesack, Farge) a geest peremére kapaszkodnak fel. A város területét természetes és mesterséges árkok, kis tavak, folyók hálózata tagolja.
Bréma lakosságát tekintve Németország legkisebb tartománya, de 10. legnagyobb városa.
Brémától légvonalban 60 kilométerre északra, a Geeste folyócska torkolatában épült fel Bremerhaven. (Nevének jelentése: Bréma kikötője) Nyugatról a Weser, északról a Watt-tenger, keletről a Weser melletti marsok határolják. Bremerhaven legmagasabb pontja mindössze 1,5 méterrel van az átlagos legmagasabb dagályszint fölött, ezért a város egész területe fokozottan árvízveszélyes.
Mindkét város éghajlata óceáni, egész évben sok a csapadék. Középhőmérsékletek: júliusban +18, januárban +3 °C.
Brémának egyetlen szomszédos tartománya van: minden oldalról Alsó-Szászország veszi körül.

## Bréma tartomány története
Ez a szakasz Bréma tartomány történetével foglalkozik. Bréma város történetét itt olvashatod.
Bréma nevét először 782-ben, Nagy Károly egyik oklevelében a kereszténység észak-európai terjesztése kapcsán említik. 788-ban alapították a város püspökségét.
1186-ban Barbarossa Frigyes jóváhagyta az első brémai polgári törvényt. Ezáltal vált a város önálló jogi egységgé a Német-római Birodalmon belül. A 12. században elnyerte függetlenségét az érsekétől is.
1500-ban Brémát az Alsó-Szász birodalmi kerületbe tagozták be.
1646-ban a svédek ellen vívott harmincéves háború után a város ismét elnyerte a Német-római Birodalmon belüli önállóságát, Szabad Birodalmi Város (Freie Reichstadt) rangot kapott. 1806-ban a Német-római Birodalom megszüntetése során Bréma önálló államként lépett a Napóleon által irányított Rajnai Szövetségbe. 1811-ben Napóleon csapatai megszállták. A várost és környékét Franciaországhoz csatolták, és „Département des Bouches duWeser” (Weser-torkolatok megye) néven betagolták a francia közigazgatási rendszerbe. A megszállás csak három évig, 1814-ig tartott. A bécsi kongresszus a várost ismét független állammá nyilvánította. Röviddel ezután, 1815-ben a városállam a Osztrák Császárság által irányított Német Szövetség tagja lett.
1827-re a várost már a kis méretű folyami hajók sem tudták elérni. Bréma szenátusa a hajózás gondjainak megoldására megvásárolta Hannovertől Lehe falu környékét. Ezzel megszületett a mai napig Bremerhaven néven létező exklávé. 1866-ban, a porosz–osztrák háború után Bréma a porosz vezetésű Észak-német Szövetség tagjává vált. A város 1871-ben Bréma Szabad Hanza-város (Freie Hansestadt Bremen) néven az egységes Német Császárság részévé vált, és egy szavazathoz jutott a Birodalmi Tanácsban. A városállam 1888-ban csatlakozott a Német Vámunióhoz, miután kialkudták egy vámszabad kikötő létrehozásának jogát.

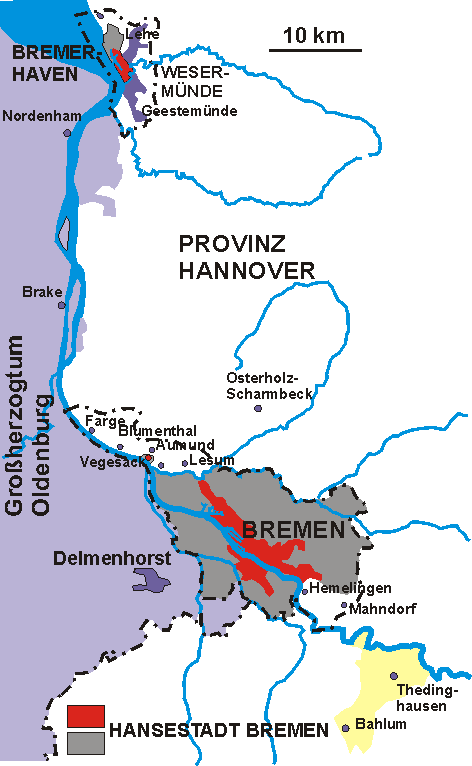
Bréma tartomány

1918 Friedrich Adolph Vinnen hajózási vállalkozó átvette a város irányítását a felbomló Német Császárságtól. Brémát önálló városállammá kívánta szervezni. A városban zűrzavar lett úrrá, a lázadó munkásság pedig a városháza erkélyéről kikiáltotta a független Brémai Tanácsköztársaságot. Január végén „rendcsinálás” céljából a városba vezényelték Wilhelm Gerstenberg tábornok csapatait. Február 8-áig tartó utcai harc kezdődött a tanácsköztársaságot védő munkásság és a hadsereg között, melyben 24 katona és 28 munkás veszítette életét. A harcok végeztére a hadsereg helyreállította a birodalmi kormány hatalmát a város felett.
1939-es közigazgatási reform során Bremerhavenből és néhány környékbeli településből megalapították a „Wesermündung” (Weser-torkolat) elnevezésű nagyvárost. Brémát megfosztották Wesermündug város felügyeleti jogától és betagozták Hannover tartományba.
1945. május 1-jén A brit hadsereg elérte Brémát, május 5-én felszabadították Bremerhavent. A megszállói feladatokat hamarosan mindkét városban az Egyesült Államok hadserege vette át. Az eredeti szándék szerint a tartomány történelmi önállóságát felszámolták volna és területét betagozták volna az újonnan létrehozandó Alsó-Szászországba. Az amerikai megszállás azonban lehetőséget kínált az önálló államiság megőrzésére. 1947. január 21-én az amerikaiak proklamálták a Brémából és Bremerhavenből álló Bréma Szabad Hanza-város (Freie Hansestadt Bremen) tartomány megalakítását.
1949-ben Bréma önálló tartományként a Németországi Szövetségi Köztársaság része lett.

## Politikai élete

### Bréma alkotmánya
A tartományi alkotmány rögzíti a városállam felépítését és feladatait. Az alkotmány kimondja, hogy Bréma városállam a mindenkori német nemzet tagja. Megállapítja, hogy a brémai állam elkötelezett a demokrácia, a szociális igazságosság és a szabadság irányában, külön kiemeli a környezet és a béke védelmét, és megállapítja, hogy a tartományban minden hatalom a néptől ered. Az alkotmányt 1947. október 21-én fogadták el.

### A tartományi parlament

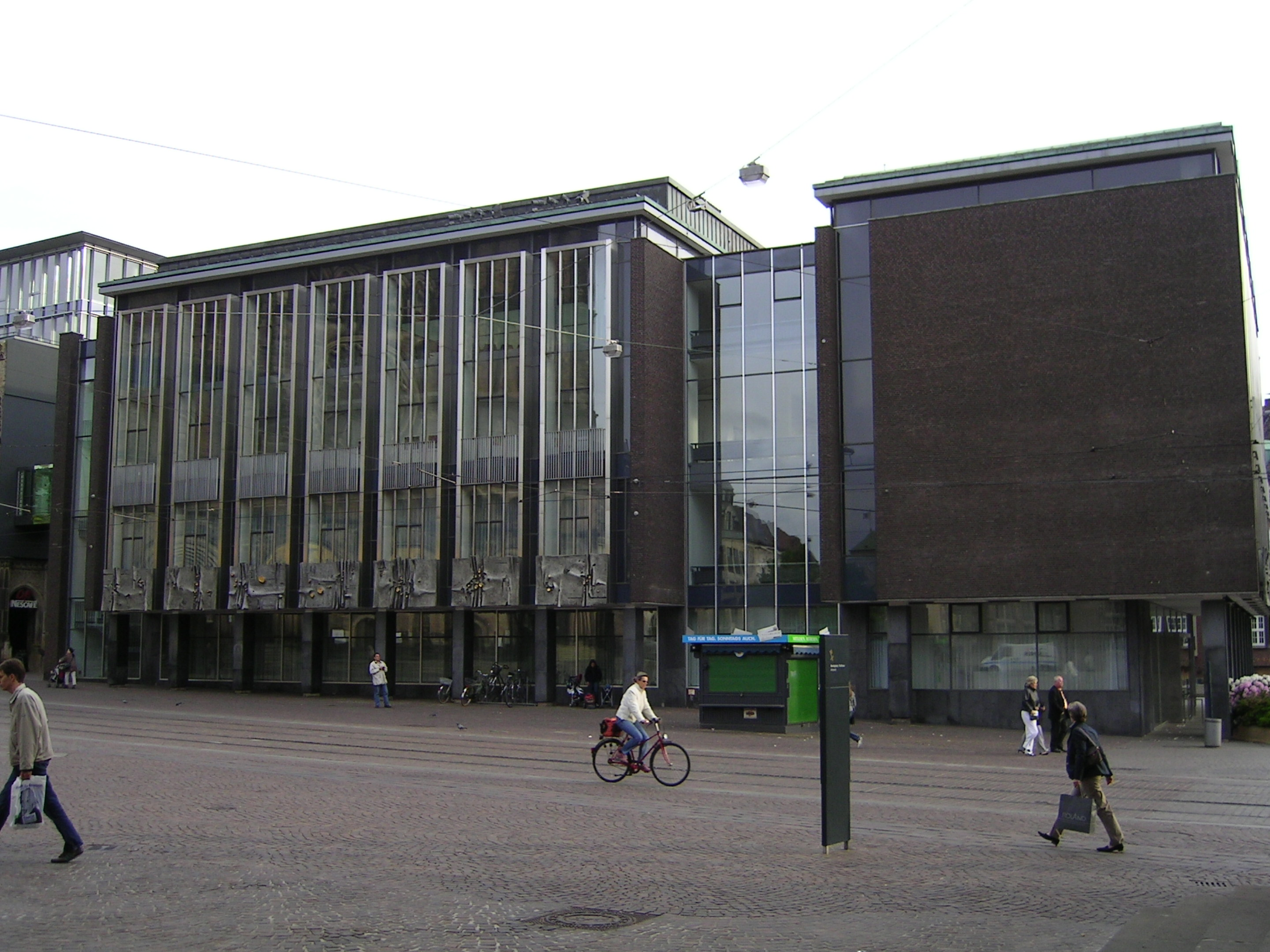
A Tartományi parlament modern épülete

A tartomány két városának (Bréma és Bremerhaven) polgárai négy évenként választják meg a tartományi parlament szerepét betöltő Bürgerschaft tagjait. A titkos és általános választójog kiterjed az állam minden 18 évnél idősebb polgárára. Bréma lakosait 67, Bremerhavent 21 követ képviseli, a megválasztott követek egyúttal a két városi önkormányzat egyikének tagjai is lesznek. A tartományi parlament a régi brémai városházával szemben épült modern épületben ülésezik.
| Választás            | Mandátum | SPD | CDU | FDP | Zöldek | Baloldali Párt | Más párt             |
| -------------------- | -------- | --- | --- | --- | ------ | -------------- | -------------------- |
| 1947. október 12.    | 100      | 46  | 24  | 2   | 0      | 0              | BDV 15 KPD 10 DP 3   |
| 1951. október 7.     | 100      | 43  | 9   | 12  | 0      | 0              | KPD 6 DP 16 Egyéb 30 |
| 1955. október 9.     | 100      | 52  | 18  | 8   | 0      | 0              | KPD 4 DP 18          |
| 1959. október 11.    | 100      | 61  | 16  | 7   | 0      | 0              | DP 4                 |
| 1963. szeptember 29. | 100      | 57  | 31  | 8   | 0      | 0              | 0                    |
| 1967. október 1.     | 100      | 50  | 32  | 10  | 0      | 0              | 8                    |
| 1971. október 10.    | 100      | 59  | 34  | 7   | 0      | 0              | 0                    |
| 1975. szeptember 28. | 100      | 52  | 35  | 13  | 0      | 0              | 0                    |
| 1979. október 7.     | 100      | 52  | 33  | 11  | 4      | 0              | 0                    |
| 1983. szeptember 25. | 100      | 58  | 37  | 0   | 5      | 0              | 0                    |
| 1987. szeptember 13. | 100      | 54  | 25  | 10  | 10     | 0              | 1                    |
| 1991. október 29.    | 100      | 41  | 32  | 10  | 11     | 0              | 6                    |
| 1995. május 14.      | 100      | 37  | 37  | 0   | 14     | 0              | 12                   |
| 1999. Június 6.      | 100      | 47  | 42  | 0   | 10     | 0              | 1                    |
| 2003. május 25.      | 83       | 40  | 29  | 1   | 12     | 0              | 1                    |
| 2007. május 13.      | 83       | 33  | 23  | 5   | 14     | 7              | 1                    |
| 2011. május 22.      | 83       | 36  | 20  | 0   | 21     | 5              | 1                    |

### A tartományi kormány
Bréma tartományt az ún. Szenátus vezeti. A Szenátus tagjait a Bürgerschaft egyszerű többségi szavazással választja meg saját mandátumának idejére, saját tagjai közül, a megválasztott tagoknak le kell mondaniuk a Bürgerschaftban betöltött mandátumukról. A Szenátus elnökét a Szenátusba választott tagok egyszerű többségi szavazással választják meg. A szenátorok mindegyike a város életének egy-egy szakterületét felügyeli, az ezzel kapcsolatos tevékenységét a Bürgerschaft felügyeli. A szenátusnak 2007 júniusa óta hét (5 SPD és 2 zöldpárti) tagja van.

### Bréma tartomány jelképei
Címerpajzs: Vörös alapú pajzson egy tollával a címerpajzs bal felső sarka, fogantyújával a címerpajzs jobb alsó íve felé mutató gótikus ezüst kulcs, az úgynevezett „Brémai Kulcs”. A címerpajzson egy aranyszínű korona nyugszik, melynek abroncsát öt, drágakövekkel ékesített levélformájú ék díszíti. Jelentése: a kulcs Szent Péter apostol kulcsa, aki a brémai dóm védőszentje. A kulcs 1366-ban került a város címerére és alakja a történelem folyamán többször a korszak ízlésének, formavilágának megfelelően változott. A címert esetenként a városi szabadság középkori jelképével, az oroszlánokkal vették körbe. A címer az 1891-es címerrendelettel nyerte el mai formáját. A brémai néplélek is a kulcsal vígasztalódott a jóval nagyobb Hamburggal folytatott versenyben való lemaradás láttán: „Hamburg kapu a világra, de Brémának kulcsa is van hozzá.”
Lobogó: Bréma zászlaját nyolc vízszintes, egymással váltakozó piros és fehér sáv alkotja, melyeket a zászló bal oldalán az ellenkező színnel törünk meg egy sávnyi szélességben. A brémai hagyomány szerint a brémai zászlóról „lopta” ötletét az Amerikai Egyesült Államok lobogóját megalkotó varrónő.
 Jelmondat: „BUTEN UN BINNEN – WAGEN UN WINNEN” (magyarul: „Közel s távol – kockáztatni és nyereségre szert tenni”) Eredetileg a tengereket járó brémai kereskedők jelmondata volt, ma is megtalálható a város több középületén.

## Népesség

### Etnikai összetétel
Eredetileg csak szász és fríz törzsek alkották a brémai népességet, de a bevándorlás következtében változott ez az összetétel. Ezenkívül a második világháború után sok olyan ember került ide, akit elűztek a hazájából. Az 1960-as és 1970-es években számos vendégmunkás jött el Bréma tartományba, azok eredete főleg a földközi-tengert körülvevő környékek, rajtuk kívül e korszakban Nyugati Afrikából vándoroltak be. Amióta a vasfüggöny nyílt, a kelet-európaiak alkotják a bevándorlók legnagyobb részét.

### Nyelvek és nyelvjárások
A brémai népesség főleg felnémetül beszél, gyakran - a Hamburgban beszélt Missingischhez - néhány alnémet ismertetőjeggyel. Ezt a nyelvjárást Bremer Schnacknak nevezik el. A hivatalos nyelvek a német és az alnémet.
A külföldi eredetű népesség hazája nyelvét is beszél, ezek közül főleg az orosz és a török elterjedt.

## Gazdaság
A brémai kikötőknek köszönhetően Bréma Németország második legjelentősebb külkereskedelmi központja Hamburg után. A kikötőnek köszönhetően jelentős a halliszt, a trópusi gyümölcsök és a kávé importja. A hal-, hús- és tejtermékeken kívül feldolgozatlan termékeket is importálnak, így teát, gyapotot, rizst, bort és citrusgyümölcsöt. A tartományban különösen jelentős a személyautók, technikai cikkek és az acélipari termékek exportja.
Bréma a Daimler AG-nek, az Airbus termelésének, az űrhajózásnak (EADS, OHB Technology) és az élelmiszeriparnak egy központja is. Az Európai Unióhoz összehasonlítva 2006-ban Bréma a bruttó hazai termék szerint 156,9-es indexet ért el.
2007-ben a brémai bruttó hazai termék 26 milliárd euró volt, a tartozás pedig 14,4 milliárd.

## Közigazgatás
A tartomány két nagyvárosra tagozódik: Bréma és Bremerhaven. Bréma város saját területéhez tartozik a Bremerhaven északi részén fekvő ún. "Überseehafen" terület. E területet akkor is Brémáé marad, ha egy németországi közigazgatási reform esetleg elveszi a városállamtól Bremerhaven felügyeleti jogát.
A két város közigazgatási beosztása:
- Bréma – 5 kerület (Dél, Kelet, Közép, Nyugat és Észak)
- Bremerhaven – 2 kerület (Észak és Dél)

A tartomány két nagyvárosának viszonyát a brémai parlament által elfogadott proklamáció szabályozza. E dokumentum alapján Bremerhaven olyan jogokat is élvez a tartományon belül, amely országos szinten csak tartományoknak jár (például: rendőrség, középiskolák vagy a felsőoktatás szervezési joga). A két város között feszültséget szül, hogy a bremerhaveni világkikötő területe közigazgatásilag Bréma területe, így az ott keletkező adóbevétel a tartományi fővárost illeti.

## Oktatás
A tartományban van a Brémai Egyetem és a Jacobs University Bremen nevű magánegyetem. Bréma városában és Bremerhavenben is működik a Művészeti főiskola.